# Breinigerberg
Breinigerberg è uno dei 17 distretti e villaggi appartenenti alla città di Stolberg, che è una delle principali città della regione urbana di Aquisgrana, nel Distretto governativo (Regierungbezirk) di Colonia. Secondo un censimento del 31 dicembre 2005, il paese aveva 971 abitanti.

## Geografia fisica
Il paese sorge sulla strada statale L12, che vi passa in centro e collega il paese in direzione ovest a Breinig e in direzione est a Nachtigaellchen, che è ad ovest di Mausbach.
Nella parte orientale del Breinigerberg si trova la foresta di Stolberg (Compresa nel Naturpark Nordeifel) e la riserva naturale Schlangenberg, famosa per la presenza minerale di calamina. La collina Schlangenberg si trova a 276 m s.l.m. e nei pressi sorge l'ex miniera di Breinigerberg. Nomi come Bleiweg, che significa "Cammino di piombo", danno un accenno alla storia del paese. La calamina della miniera di Breinigerberg venne utilizzata esclusivamente a Stolberg per la produzione di ottone.

## Storia
La storia di Breinigerberg risale all'epoca romana. Nel villaggio sono stare reperite 25 monete datate tra il 100 a.C. e il 92/93 d.C., nonché resti di un insediamento romano.  La presenza di edifici di artigiani hanno ulteriormente dimostrato la presenza romana in questa regione nell'epoca a cavallo tra gli anni 100 e 400 d.C.
In un edificio della ex Junior High School (chiuso nel 1988), è stato creato un centro informazioni sulla riserva naturale dello Schlangenberg fondata dalla società "Eifel und Heimatverein Breinig". Esso è aperto al pubblico e presenta informazioni dettagliate sui particolari della flora e della fauna della regione dello Schlangenberg. Nel centro sono inoltre esposti gli strumenti utilizzati nelle miniere di Breinigerberg.

## Caratteristiche
A nord ed a sud Breinigerberg vi sono ulteriori riserve naturali come la riserva naturale Brockenberg o Baerenstein. La maggior parte di esse furono ex cave di gesso.
Breinigerberg ha due campi sportivi utilizzati dalla locale squadra di calcio, l'FC. Breinigerberg. L'ex Junior High School è anche usata come un centro sociale giovanile.
Uno dei principali eventi locali è il funfair, che si tiene una settimana dopo la Pentecoste cristiana.